# Great Harbour Deep
Great Harbour Deep est une ville fantôme canadienne située sur l'île de Terre-Neuve dans la province de Terre-Neuve-et-Labrador.